# Δ12-脂肪酸デヒドロゲナーゼ
Δ12-脂肪酸デヒドロゲナーゼ（Δ12-fatty acid dehydrogenase）は、リノール酸代謝酵素の一つで、次の化学反応を触媒する酸化還元酵素である。
リノール酸 + 還元型受容体 + O2 {\displaystyle \rightleftharpoons } クレペン酸 + 受容体 + H2O
この酵素の基質はリノール酸、還元型受容体とO2で、生成物はクレペン酸、受容体とH2Oである。
この酵素は酸化還元酵素に属し、基質に特異的に作用する。酸素は酸化剤として還元される。組織名はlinoleate, hydrogen-donor:oxygen oxidoreductase (Δ12-unsaturating)で、別名にcrepenynate synthase、linoleate Δ12-fatty acid acetylenase (desaturase)がある。